# Porto di Numana
Il porto di Numana è un'infrastruttura situata sul mare Adriatico dedicata all'approdo turistico e al diporto nautico all'interno del Parco regionale del Conero.
Secondo la classificazione nazionale dei porti italiani, quello di Numana è un porto di 2ª categoria, 4ª classe.